# Maria Angélica Gonçalves da Silva
Maria Angélica Gonçalves da Silva -más conocida como Branca- (Osvaldo Cruz, 10 de enero de 1966) es una ex-jugadora brasileña de baloncesto que ocupaba la posición de base. Es hermana de la también baloncestista Maria Paula Gonçalves da Silva.
Fue parte de la Selección femenina de baloncesto de Brasil con la que alcanzó la medalla de plata en los Juegos Olímpicos de Atlanta 1996. En el ámbito no olímpico, junto al seleccionado brasileño ganó la medalla de bronce en los Juegos Panamericanos de 1983 realizados en Caracas y la medalla de plata en los Juegos Panamericanos de 1987 en Indianápolis; además, fue campeona del Campeonato Sudamericano de Baloncesto adulto de Chile en 1989 y 1997.